# Aberdour
Aberdour —en gaèlic Obar Dobhair— és un petit poble històric i pintoresc de la costa sud de Fife, Escòcia. Segons el cens de l'any 2011 té una població de 1.633 habitants.
És a la riba nord del Fiord de Forth, orientat cap al sud, cap a l'illa de Inchcolm i la seva abadia, així com cap a Leith i Edimburg. El sinuós carrer principal del poble s'estén una mica terra endins des de la costa. D'ella surten carrers estrets que permeten l'accés a altres zones de la població i també a la costa. Aberdour està entre dues poblacions costaneres majors, Burntisland a l'est i Dalgety Bay a l'oest.
Durant gran part de la seva història, el que ara és Aberdour van ser dos pobles, Wester Aberdour i Easter Aberdour. Aquesta distinció es va tornar menys clara amb l'arribada del ferrocarril al segle xix, però encara és visible.

## Galeria

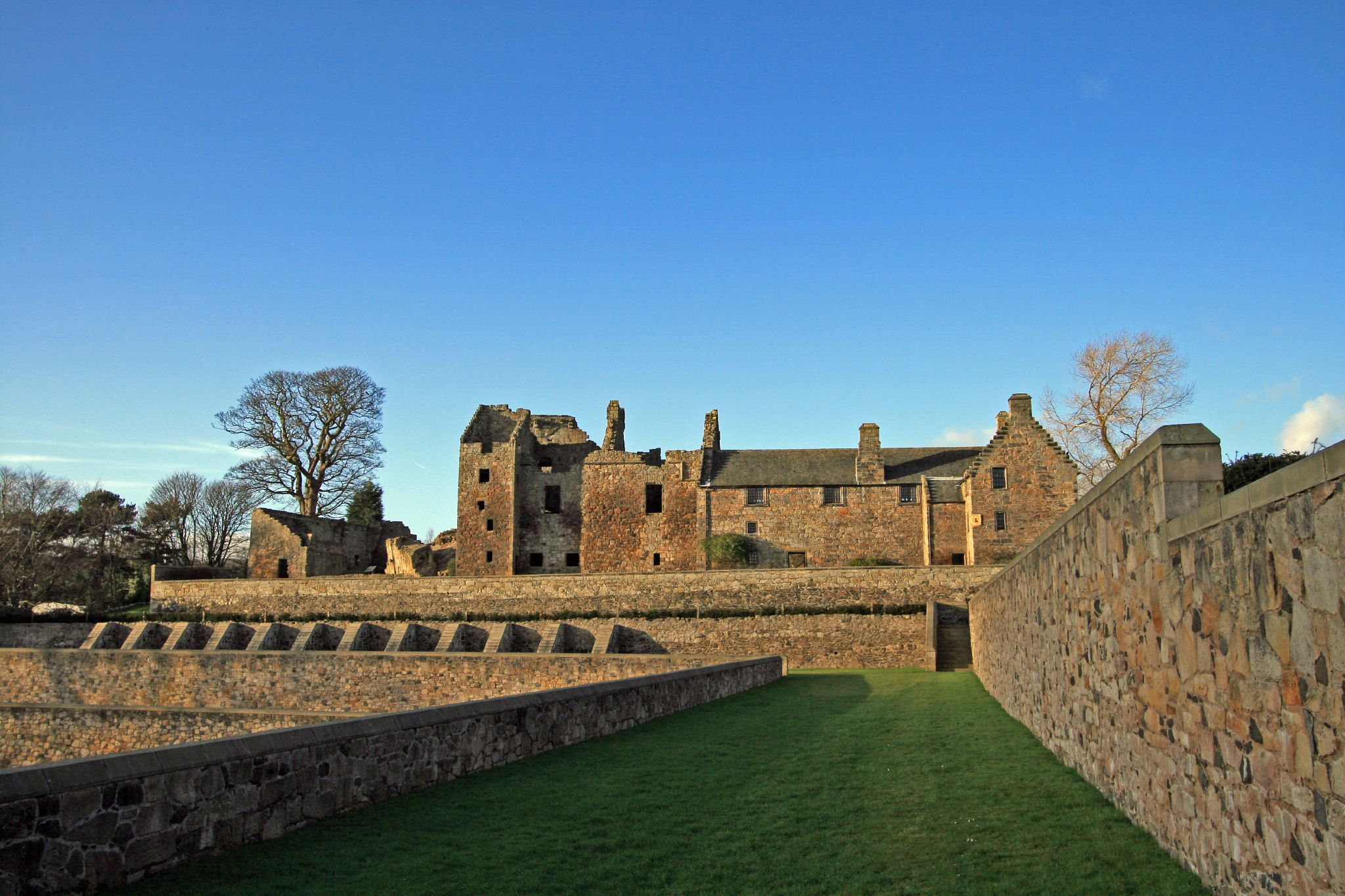
Castell d'Aberdour
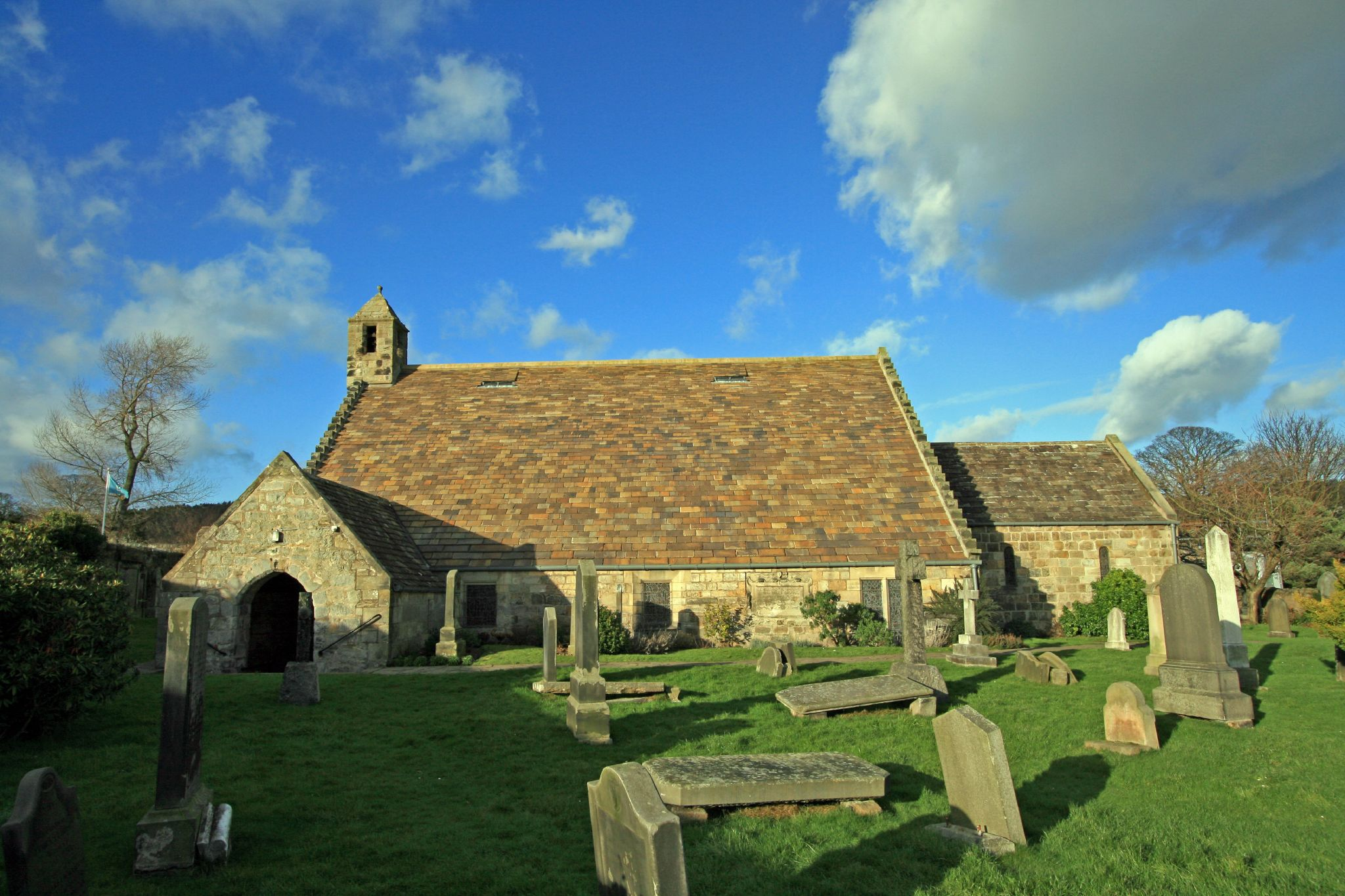
Església de St. Fillian